# NGC 2668
NGC 2668 في الفهرس العام الجديد، هي مجرة، تقع في كوكبة الوشق. اكتشفت في 7 فبراير 1877 بواسطة إدوارد ستيفان.

## روابط خارجية
- NGC 2668 على موقع ويكي سكاي: DSS2, SDSS, GALEX, IRAS, Hydrogen α, X-Ray, Astrophoto, Sky Map, Articles and images